# Chollima
Chollima (también llamado Qianlima o Senrima, literalmente "Caballo de los mil li"), es un caballo alado mitológico originado en los textos chinos clásicos y comúnmente representado en la mitología de Extremo Oriente. Este caballo alado se dice que es "demasiado rápido y elegante como para ser montado por cualquier persona mortal".

## Corea del Norte
Chollima es un símbolo importante en este país. Es el apodo de la Selección de fútbol de Corea del Norte. Toma este nombre del Movimiento Chollima, el cual promovió el rápido crecimiento económico, un concepto similar al Gran salto adelante chino y el Estajanovismo soviético. Después de la Guerra de Corea, el país requería una reconstrucción para funcionar nuevamente. Para acelerar la construcción, el presidente Kim Il-sung lanzó el eslogan "Correr con la velocidad de Chollima".
Hay varias estatuas de esta criatura en Pionyang. La estatua de Chollima simboliza "Heroísmo, el espíritu de lucha del pueblo coreano y las innovaciones y el avance tan rápido como la velocidad del chollima". Una estatua se encuentra en Masundae (Colina Mansu) y fue finalizada el 15 de abril de 1961. Mide 46 metros de altura y 16 metros de largo, medido desde el suelo hasta la letra roja del Comité central del Partido de los Trabajadores de Corea representando a la clase obrera.

## China
Alrededor del siglo III a. C., los textos chinos clásicos mencionan a Bole, un domador de caballos mitológico y se le relaciona con el legendario qianlima (en chino tradicional, 千里馬) caballo de los "mil li", el cual supuestamente podía galopar durante mil li (aproximadamente 400 km) en un día.
Qianlima pasó a ser también una palabra en el chino clásico para describir a las personas con talento y capacidades. También Bole reconocía que qianlima era una metáfora para referirse a un sabio mandatario seleccionando 
funcionarios eruditos shi talentosos.

## Japón
Keitoku Senrima (Kim Ge-Dok) es un boxeador profesional en la categoría de peso medio en Japón que usa el apodo "Senrima" (La forma japonesa de Qianlima/Chollima) como referencia a las campañas chollima de Corea del Norte y así expresar su herencia como coreano zainichi.